# Snowboard ai IX Giochi asiatici invernali - Halfpipe femminile
La gara dell'halfpipe femminile si è svolta il 12 febbraio 2025 al Yabuli Ski Resort di Harbin, in Cina.

## Risultati
| Pos | Atleta         | Run 1 | Run 2 | Migliore |
| --- | -------------- | ----- | ----- | -------- |
| 1   | Sara Shimizu   | 88.50 | 98.00 | 98.00    |
| 2   | Sena Tomita    | 90.50 | 93.75 | 93.75    |
| 3   | Wu Shaotong    | 86.50 | DNI   | 86.50    |
| 4   | Cai Xuetong    | 83.00 | DNI   | 83.00    |
| 5   | Liu Yibo       | 77.50 | DNI   | 77.50    |
| 6   | Yang Lu        | 71.75 | DNI   | 71.75    |
| 7   | Lee Na-yoon    | 62.25 | DNI   | 62.25    |
| 8   | Choi Seo-woo   | 43.00 | 45.25 | 45.25    |
| 9   | Heo Young-hyun | 38.25 | DNI   | 38.25    |
| 10  | Rise Kudo      | 21.75 | 26.25 | 26.25    |